# ۱-متیل‌نفتالین
۱-متیل‌نفتالین (به انگلیسی: 1-Methylnaphthalene) با فرمول شیمیایی C11H10 یک ترکیب شیمیایی با شناسه پاب‌کم 7002 است. که جرم مولی آن 142.20 g/mol می‌باشد. شکل ظاهری این ترکیب، مایع است.